# 徐大相
徐大相，字覺斯，别号明衡，江西南康府安義縣民籍，明朝政治人物，同進士出身。

## 生平
万历四十三年（1615年）乙卯科江西鄉試第十二名，四十四年（1616年）丙辰科进士，禮部觀政，授東昌府推官。四十五年改順天府武学教授，四十六年迁国子博士。四十八年迁兵部武选司主事。天启二年，调吏部稽勋主事，移验封、考功、文选。明年，进验封司员外郎。进士薛邦瑞为其祖薛蕙请谥，大相与尚书张问达议如其请。熹宗方恶恤典冗滥，遂罷大相職，歸鄉。崇禎元年六月起復原官，七月調為考功司員外，二年正月升騐封司郎中，历考功、文选郎中。旋以起废忤旨，贬秩视事。丁父忧归，卒于家。

## 家族
曾祖徐求慶，吏目。祖父徐珍儒。父徐兴第，增生。

## 延伸阅读
[在维基数据编辑]
 《明史卷二百三十四》，出自《明史》